# Kolozsvári ipariskola
A kolozsvári ipariskola műemlék épület Romániában, Kolozs megyében. A romániai műemlékek jegyzékében a CJ-II-m-B-07275 sorszámon szerepel. Jelenleg a Kolozsvári Műszaki Egyetem egyik épülete.